# Ahmed Khalil (calciatore 1994)
Ahmed Khalil (Kairouan, 21 dicembre 1994) è un calciatore tunisino, centrocampista svincolato.

## Carriera

### Club
Ha sempre giocato nel campionato tunisino con le maglie di Kairouan e Club Africain.

### Nazionale
Con la maglia della Nazionale ha esordito nel 2016, venendo poi convocato per la Coppa d'Africa 2017.

## Statistiche

### Cronologia presenze e reti in nazionale
| Cronologia completa delle presenze e delle reti in nazionale ― Tunisia | Cronologia completa delle presenze e delle reti in nazionale ― Tunisia | Cronologia completa delle presenze e delle reti in nazionale ― Tunisia | Cronologia completa delle presenze e delle reti in nazionale ― Tunisia | Cronologia completa delle presenze e delle reti in nazionale ― Tunisia | Cronologia completa delle presenze e delle reti in nazionale ― Tunisia | Cronologia completa delle presenze e delle reti in nazionale ― Tunisia | Cronologia completa delle presenze e delle reti in nazionale ― Tunisia |
| Data                                                                   | Città                                                                  | In casa                                                                | Risultato                                                              | Ospiti                                                                 | Competizione                                                           | Reti                                                                   | Note                                                                   |
| ---------------------------------------------------------------------- | ---------------------------------------------------------------------- | ---------------------------------------------------------------------- | ---------------------------------------------------------------------- | ---------------------------------------------------------------------- | ---------------------------------------------------------------------- | ---------------------------------------------------------------------- | ---------------------------------------------------------------------- |
| 26-01-2016                                                             | Kigali                                                                 | Niger                                                                  | 0 – 5                                                                  | Tunisia                                                                | Campionato delle Nazioni Africane 2016 - 1º turno                      | -                                                                      | 42’                                                                    |
| 31-1-2016                                                              | Kigali                                                                 | Tunisia                                                                | 1 – 2                                                                  | Mali                                                                   | Campionato delle Nazioni Africane 2016 - Quarti di finale              | -                                                                      | 77’                                                                    |
| 23-3-2018                                                              | Radès                                                                  | Tunisia                                                                | 1 – 0                                                                  | Iran                                                                   | Amichevole                                                             | -                                                                      | 46’                                                                    |
| 28-6-2018                                                              | Saransk                                                                | Panama                                                                 | 1 – 2                                                                  | Tunisia                                                                | Mondiali 2018 - 1º turno                                               | -                                                                      | 77’                                                                    |
| 13-10-2018                                                             | Radès                                                                  | Tunisia                                                                | 1 – 0                                                                  | Niger                                                                  | Qual. Coppa d'Africa 2019                                              | -                                                                      | 90+2’                                                                  |
| Totale                                                                 |                                                                        | Presenze                                                               | 5                                                                      |                                                                        | Reti                                                                   | 0                                                                      |                                                                        |